# Ringsted (municipio)
El municipio de Ringsted es un municipio (kommune) en la región danesa de Selandia, en la isla homónima. Su ciudad más importante y sede administrativa es Ringsted.
El municipio se localiza en el centro de la isla. Colinda al oeste con Næstved y Sorø, al norte con Holbæk y Lejre, con Køge al este, y con Faxe al sur.
Sus fronteras actuales fueron creadas en 1970, cuando era uno de los 270 municipios daneses y formaba parte de la provincia de Selandia Occidental. La reforma territorial de 2007, que disminuyó a 98 el número de municipios, no afectó a Ringsted.

## Localidades
Ringsted cuenta con una población de 33.153 habitantes en el año 2012. Tiene 13 localidades urbanas (byer), en las que residen 33.112 habitantes. Un total de 6.402 personas reside en localidades rurales (localidades con menos de 200 habitantes). La capital, Ringsted, es con mucho la principal localidad.
| Localidades más pobladas de Ringsted |            |                  |
| N.º                                  | Localidad  | Población (2012) |
| 1                                    | Ringsted   | 21.412           |
| 2                                    | Jystrup    | 746              |
| 3                                    | Ørslev     | 651              |
| 4                                    | Kværkeby   | 596              |
| 5                                    | Vetterslev | 547              |
| 6                                    | Vigersted  | 491              |
| 7                                    | Høm        | 454              |
| 8                                    | Sneslev    | 406              |
| 9                                    | Farendløse | 371              |
| 10                                   | Gyrstinge  | 348              |